# موراکامی (نام خانوادگی)
موراکامی یک نام خانوادگی ژاپنی است که ممکن است به یکی از افراد زیر اشاره داشته باشد:
- امپراتور موراکامی
- هیروآکی موراکامی
- هاروکی موراکامی
- جیمی موراکامی
- ریو موراکامی
- موراکامی تاکه‌یوشی
- تاکاشی موراکامی